# Домарица
{{Taxobox
| image = Peziza domiciliana 129770.jpg
| image_width = 234px
| image_caption =
| regnum = 
| divisio = 
| classis = 
| ordo = 
| familia = 
| genus = 
| species = 
| binomial = 
| binomial_authority =  (1877)
| synonyms = -{Peziza Adae Sadler ex Cooke (1857)

Peziza odorata Peck (1896)

Peziza varia f. typica Bres. (1898)

Aleuria domiciliana (Cooke) McLennan & Halsey (1936)

Galactinia domiciliana (Cooke) Gamundí (1960) }-
}}
Домарица је врста гљиве која припада роду плочарица. Јестива је и веома укусна. Честа је и веома је распрострањена на нашим подручјима. Често је можемо замјенити за мјехурачу и зрнасту плочарицу које су такође јестиве. Њено латинско име је Peziza domiciliana Cke. 

## Апотеција
Апотеција је дугуљаста и неправилно елиптична, у облику доста дубоке шалице или кандила, понекад готово и пехара, висок од 1,7 до 3,3 центиметра; старији неправилно удубљени и валовити; руб само на почетку према унутра заврнут, убрзо исправљен, искрзан и чак крунолико урезан. У дну мање-више стручколико извучен, од једва замјетног до 2цм високог и у врху до 1,2 центиметра широког стручка, већином у облику вимена.

## Химениј
Химениј је влажан и гладак, али не и сјајан, грбаво или жљебовито нераван, понекад готово испресавијан. Боја окерсмеђа, као свијетла бијела кафа, те као љешњак или као чоколада смеђ; што просушенији то тамнији. 

## 
Он је танко пустенаст, распуцава се на ситна поља или паперјаста зрнца, промочен је истобојан хименију али свијетлији, проосушен бијел. Већином кроз распуклине еxципуламу пробија  боја меса прошарано или тачкасто.

## Месо
Месо је дебело, око 2 милиметра. Боје амбре односно меда. Доста тврдо и не тако лако ломљиво као у већине плочарица. Воштане конзистенције. Укус пријатан, мирис гљивљи, веома пријатан, понекад јачи, понекад слабији.

## Микроскопија
Споре су правилно елиптичне, hyaline'', без капљица, само понекад су презреле ситно и ријетко источкане. Асци на јод зелено поплаве, и то не искључиво у порусу, него често и све до половине. Субхимениј од огромних округластих станица, до 70 ми промјера. Бијело ткиво excipuluma од интрицатних кобасичастих хифа, што на пререзу дјелује глобулозно, широких 5-7 ми. Парафизе густо септиране, 3-7 ми у понешто задебљаном врху. 

## Станиште и распрострањеност
Једна од наших најчешћих плочарица, укључујући и Медитеран. Редовито расте на пјешчаном тлу , било уз текућине, било на градилиштима, на ситном гређевном пијеску или на штуку, особито радо ако је измијешан с пепелом. Расту у густим колонијама, већином срасле једна уз другу.

## Доба
IV, V, IX, X.

## Јестивост
Квалитетна јестива гљива, много укуснија од мјехураче. Месо јој се не квари лако, само од себе се осуши. Опрати је темељито од пијеска, исциједити и лагано пржити на црвеном луку и црвеној паприци док јој се властити сок не згусне. Пред сам крај додати и со.

## Сличне врсте
Наоко је врло слична мјехурачи и са њом је често замјењују. Мјехурача је такође честа гљива, која не расте на пијеску већ на стајњаку и смећу. Њено месо је у односу на Домариву ломљиво и лако кварљиво, без мириса и ароме.
Слична је и зрнаста плочарица. Такође честа гљива наших подручја, јавља се већином на биљним остацима, укључујући и пиљевину. Она је мања, већином смеђе боје с маслинастим и у средини готово црним примјесама. Преситна за јело али безопасна.